# Rząd Stanisława Małachowskiego
Rząd Stanisława Małachowskiego powstał 5 października 1807 r. i przetrwał do 14 grudnia 1807 r.

## Skład rządu
- Prezes Rady Ministrów Stanisław Małachowski
- Minister Wojny książę Józef Poniatowski
- Minister Spraw Wewnętrznych Jan Paweł Łuszczewski
- Minister Policji Aleksander Potocki
- Minister Sprawiedliwości Feliks Franciszek Łubieński
- Minister Przychodów i Skarbu Tadeusz Dembowski